# اکسنوفون استراتیگوس
اکسنوفون استراتیگوس (یونانی: Ξενοφών Στρατηγός؛ ۷ ژوئیه ۱۸۶۹–۱۱ مارس ۱۹۲۷) افسر ارشد نیروی زمینی یونان بود که در جنگ‌هایی همچون جنگ یونان و ترکیه (۱۸۹۷) و جنگ‌های بالکان حضور داشت. وی پس از شکست یونان در جنگ یونان و ترکیه (۱۹۲۲–۱۹۱۹) در محاکمه شش نفر مقصر شناخته شده و به حبس ابد محکوم شد.